# Segunda acusación constitucional contra Sebastián Piñera
La segunda acusación constitucional contra Sebastián Piñera fue un juicio político abierto con el objetivo de poner término anticipado al segundo mandato de Sebastián Piñera como presidente de Chile. El proceso se inició el 13 de octubre de 2021 con la presentación de la acusación firmada por 15 diputados, exigencia que establece la Constitución de 1980, y finalizó el 16 de noviembre del mismo año con el rechazo definitivo de la acusación y cargos imputados por el Senado.
La acusación expresaba que actos de la administración de Piñera habrían comprometido gravemente el honor de la Nación y que éste habría infringido abiertamente la Constitución y las leyes; en particular, sostenía que Piñera habría infringido abiertamente el artículo 8, que hace referencia al principio de probidad, el cual se habría incumplido producto de revelaciones surgidas por el caso Pandora Papers.
Fue la tercera acusación constitucional presentada en contra de un presidente de la República en ejercicio, tras el juicio político a Carlos Ibáñez del Campo, en 1956, la cual fue desechada por la Cámara de Diputados, y la anterior acusación contra Piñera realizada a fines de 2019 y que fue rechazada al haberse aprobado la cuestión previa.

## Antecedentes
El 3 de octubre de 2021 ocurrió el escándalo denominado Pandora Papers, en el cual el Consorcio Internacional de Periodistas de Investigación (ICIJ) reveló documentos relacionados con cuentas offshore de diversas personalidades, entre ellas el presidente de Chile, Sebastián Piñera; en dicho caso, se presentan documentos que revelan que la venta de su participación en la compañía minera Dominga a Carlos Alberto Délano se realizó en 2010 en las Islas Vírgenes Británicas con la condición de que la última de las tres cuotas de la transacción estaba supeditada a que no existieran cambios regulatorios que afectaran el desarrollo del proyecto minero y portuario que se ubica en la comuna de La Higuera (Región de Coquimbo). De acuerdo a los argumentos esgrimidos por los diputados que presentaron la acusación, dichos cambios dependían exclusivamente de Piñera, quien en 2010 asumía la presidencia de la República por primera vez.
El 4 de octubre Piñera realizó una declaración en el Palacio de La Moneda en donde negó cualquier participación en el caso descrito por los Pandora Papers, a la que vez señaló que los antecedentes entregados por el reportaje de Ciper y LaBot habrían sido conocidos por la justicia chilena en 2017, cuando se decidió cerrar la investigación ya que no se habrían configurado delitos en dicha época. El 7 de octubre el diario La Tercera reveló que el contrato original de compraventa de Dominga no habría estado incluido en la investigación realizada en 2017.
Luego de diversas reuniones entre todos los bloques parlamentarios de oposición —desde el Partido Comunista al Partido Demócrata Cristiano—, el 5 de octubre de 2021 se anunció que la semana siguiente sería presentada formalmente la acusación constitucional contra Sebastián Piñera, a fin de que ésta fuera votada antes de las elecciones presidencial, parlamentarias y de consejeros regionales que se llevarían a cabo el 21 de noviembre.
De forma paralela a la acusación constitucional, el 4 de octubre de 2021 el fiscal nacional Jorge Abbott instruyó a la Unidad Especializada Anticorrupción analizar antecedentes difundidos relativos a la compraventa de la Mina Dominga con el fin de determinar si ameritan o no la apertura de una investigación penal. El 8 de octubre la Fiscalía Nacional decidió abrir una investigación de oficio contra Piñera por el caso de la compraventa de la minera Dominga.

## Tramitación en la Cámara de Diputadas y Diputados
El 13 de octubre de 2021 fue presentada formalmente la acusación constitucional en la Cámara de Diputadas y Diputados. Ese mismo día, a través de un sorteo, fueron seleccionados cinco diputados para conformar la comisión revisora de la acusación: Maya Fernández, Virginia Troncoso, Pepe Auth, Raúl Alarcón y Paulina Núñez. De acuerdo a la Constitución, y tras haberse ingresado la acusación constitucional, al tercer día de oficializado el libelo en el Congreso, fue notificado el acusado, tras lo quien tendría 10 días hábiles para presentar su defensa con plazo máximo el 28 de octubre, la que podría ser despachada de manera personal o por escrito. El 5 de noviembre de 2021, la comisión revisora, tras analizar los antecedentes del caso, decidió recomendar el rechazo de la acusación con dos votos a favor de la acción (Fernández y Alarcón), dos en contra (Núñez y Troncoso) y una abstención (Auth).
El 8 de noviembre de 2021 Jaime Naranjo fue el encargado de realizar la defensa de la segunda acusación constitucional contra el presidente Sebastián Piñera en la Cámara de Diputados. Con tal de tener los votos suficientes para que la acusación fuera aprobada, dado que el diputado Giorgio Jackson se encontraba en cuarentena preventiva por ser contacto estrecho de Gabriel Boric quien estaba contagiado de COVID-19, Naranjo anunció que extendería su intervención hasta pasada la medianoche amparado en la popularmente conocida «Ley Lázaro», para que Jackson pudiera estar presente en el hemiciclo y emitir su voto. Su discurso duró aproximadamente 15 horas, con lo cual se reunieron los votos necesarios para aprobar la admisibilidad de la acusación. Además de Jackson, que tras terminar su cuarentena viajó desde Santiago a Valparaíso, la exposición de Naranjo también permitió la llegada del diputado Jorge Sabag, que se trasladó desde Chillán a la Cámara, y también votó a favor de la acusación. La admisibilidad del libelo fue aprobada con 78 votos a favor, 67 en contra y tres abstenciones.
El miércoles 3 de noviembre, el diputado y candidato presidencial para las elecciones de ese año, Gabriel Boric fue diagnosticado con COVID-19, por lo que debió entrar en una cuarentena sanitaria, así como todos los que tuvieron contacto estrecho con él, entre ellos su colega el diputado Giorgio Jackson, quien no pudo asistir a sus actividades en el Congreso hasta cumplir los días de aislamiento. El viernes 5, la comisión encargada de la revisión de la acusación rechazó la admisibilidad de acusación y para el lunes 8 siguiente, se programó el debate y la votación en sala. 
Diputados del Frente Amplio plantearon en el comité parlamentario de la Cámara permitir el voto telemático de los diputados Boric y Jackson (herramienta usada durante el estado de emergencia sanitaria, pero que ante el fin de este dejó de utilizarse) el presidente de la Cámara de Diputados Diego Paulsen, insistió en que la única manera es a través de una reforma constitucional, por lo que se cerró a la idea. Por su parte, el diputado DC Jorge Sabag comentó durante el día de la votación que no iría a la sala porque estaba a la espera del resultado de un PCR en la ciudad de Chillán, pero finalmente fue «obligado» por su bancada para trasladarse hasta el Congreso en Valparaíso.
Para la aprobación de la Cámara de Diputados de la acusación constitucional, se requería la aprobación por mayoría simple de los diputados y diputadas en ejercicio (78 votos), mayoría que sin la presencia de Jackson o Sabag no se completaba.

### Debate

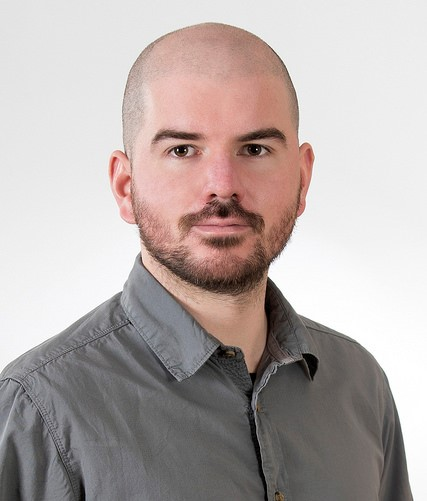
Diputado Giorgio Jackson.

El día lunes 8 de noviembre comenzó el debate en sala de la acusación, ante la imposibilidad de que los diputados en cuarentena sanitaria pudiera ejercer el voto telemático, el diputado Jaime Naranjo, del Partido Socialista, recurrió a la práctica del filibusterismo, una técnica específica de obstruccionismo parlamentario, mediante la cual se pretende retrasar o enteramente bloquear la aprobación de una ley o acto legislativo gracias a un discurso de larga duración, para lograr que el diputado Giorgio Jackson, pudiera cumplir el aislamiento sanitario que le impedía asistir a la Cámara y que concluía a la medianoche del mismo día, con el fin de poder asistir a la votación y así conseguir la mayoría necesaria para la aprobación de la acusación.
Naranjo llegó a la sala con el libelo acusatorio escrito, un documento de más de 1300 hojas, en donde se indicaban todos los motivos y pruebas contra el mandatario. Tras breves intervenciones de diversos diputados, Naranjo comenzó a dar lectura al escrito a las 10:24 de la mañana sin detenerse durante horas, hasta que a las 15:50 de la tarde, la mesa le concedió 15 minutos de receso, tiempo en el que diputado pudo descansar y ser examinado su estado de salud por su colega el diputado y doctor Juan Luis Castro. Reanudó su intervención a las 17:05 de la tarde, para recién tener otro receso de 20 minutos a las 21:30 de la noche. A las 00:00 horas del día ya martes 8, el diputado Jackson cumplía oficialmente el plazo de aislamiento sanitario y dejó su residencia en la ciudad de Santiago, poniéndose en marcha a la sede del Congreso Nacional en Valparaíso, llegando a la sesión en sala a las 00:59, cuando el diputado Naranjo aún discursaba. La intervención de Naranjo finalmente concluyó a la 1:25 de la madrugada, habiendo hablado en total 15 horas y 1 minuto, convirtiéndose en la intervención más larga hecha por un parlamentario en los 210 años de historia de la Cámara de Diputados. Finalmente, la última intervención fue la de Jorge Gálvez, abogado encargado de la defensa del presidente de la República, también de madrugada y que se extendió por más de 5 horas, tras lo cual se cerró el debate y comenzó la votación.

### Votación en la Cámara de Diputados
| Acusado          | Fecha                                                       | Voto |    |    |    |    |   |   |   |   |   |   |   |   |   |   |   |   |    | Total  |
| ---------------- | ----------------------------------------------------------- | ---- | -- | -- | -- | -- | - | - | - | - | - | - | - | - | - | - | - | - | -- | ------ |
| Sebastián Piñera | 9 de noviembre de 2021 Mayoría requerida: Absoluta (78/155) | Sí   |    |    | 17 | 12 | 9 | 7 | 6 |   | 4 | 3 | 3 | 2 |   | 2 | 1 | 1 | 11 | 78/155 |
| Sebastián Piñera | 9 de noviembre de 2021 Mayoría requerida: Absoluta (78/155) | No   | 26 | 28 |    |    |   |   |   | 6 |   |   |   |   | 2 |   |   |   | 5  | 67/155 |
| Sebastián Piñera | 9 de noviembre de 2021 Mayoría requerida: Absoluta (78/155) | Abs. |    |    |    |    |   |   |   |   |   |   |   |   |   |   |   |   | 3  | 3/155  |

### Consecuencias
El 8 de noviembre de 2021, los diputados oficialistas, Sebastián Torrealba y Catalina del Real de Renovación Nacional anunciaron que ingresarían una acusación contra el diputado Jaime Naranjo frente a la Comisión de Ética de la Cámara por «infringir los códigos de conducta» de la Corporación, argumentando que durante su discurso pidió suspender la sesión ante una posible falta de cuórum, afirmaron, sin embargo, que al mismo tiempo, se le escuchó decir a sus colegas «salgan para que no den los 57», lo que consideraron una mala conducta.

## Tramitación en el Senado
La votación de la acusación constitucional en el Senado ocurrió el 16 de noviembre de 2021. En dicha ocasión debieron acudir tres diputados que defendieron el libelo (Gael Yeomans, Leonardo Soto y Gabriel Silber, quienes fueron designados el 10 de noviembre) y la defensa del presidente de la República. Para que la acusación fuera aprobada, esta debía contar con dos tercios de los votos de los senadores.
Finalmente, la acusación fue rechazada por el Senado, debido a que los votos acusatorios no lograron el cuórum de 2/3, cantidad mínima necesaria para que la acusación fuera exitosa.

### Votación en el Senado
| Acusado          | Fecha                                                          | Voto |   |   |   |   |   |   |   |   |   | Total |
| ---------------- | -------------------------------------------------------------- | ---- | - | - | - | - | - | - | - | - | - | ----- |
| Sebastián Piñera | 16 de noviembre de 2021 Mayoría requerida: Dos tercios (29/43) | Sí   |   |   | 8 | 7 | 5 |   | 1 | 1 | 2 | 24/43 |
| Sebastián Piñera | 16 de noviembre de 2021 Mayoría requerida: Dos tercios (29/43) | No   | 9 | 8 |   |   |   | 1 |   |   |   | 18/43 |
| Sebastián Piñera | 16 de noviembre de 2021 Mayoría requerida: Dos tercios (29/43) | Abs. |   | 1 |   |   |   |   |   |   |   | 1/43  |